# しおんの王
『しおんの王』（しおんのおう）は、原作：かとりまさる（元女流棋士林葉直子のペンネーム）、作画：安藤慈朗による日本の漫画作品。『月刊アフタヌーン』（講談社）にて2004年5月号から2008年6月号まで連載された。単行本は、2004年10月から2008年5月に全8巻が刊行。副題は「The Flowers of Hard Blood」。2007年10月からテレビアニメが放送された。将棋をテーマとしている。
単行本では、かとりまさるによる、ストーリーに登場する対局の棋譜解説のページが設けられている。

## あらすじ
幼い頃に何者かに両親を殺害され、そのショックから事件での記憶と、言葉を失くしてしまった主人公の少女「安岡紫音」。殺害された両親の遺体には、犯人により「将棋の王将」が残されていたが、犯人の意図がつかめぬまま、事件は迷宮入りとなってしまっていた。
さらに、紫音の両親の殺害された翌日、羽仁真（当時八段）は、神園修から、初めてのタイトル「角聖」を奪取。そして同日、羽仁真の実弟・悟の婚約者であった瀬戸一美が心臓発作で死亡した。瀬戸一美は、事件の数日前に安岡家を訪れ、紫音にも会っていた。これらの事件の重なりは、果たして偶然なのか。
そして事件から8年後、棋士の安岡に引き取られた紫音は、メキメキと才能を伸ばして将棋の世界へと歩み、多くの人物との出会いや対決を経験しながら、棋士への道を目指していく。しかし、両親を殺害した何者かにストーカーのごとく執拗に付き纏われる。さまざまな思惑と因縁とが交錯し、警察が犯人を追っていく中、次第に紫音の記憶が蘇っていく。

## 登場人物
「声」はテレビアニメ版の声優である。

### 安岡家
安岡 紫音（やすおか しおん）
声 - 川澄綾子
本作品の主人公。旧名は石渡紫音。現在、東柏崎女子中学校の2年生。女流棋士で一級。4歳の時、目の前で両親を惨殺されたショックから失声症になり、他人との会話はすべて筆談で行う（アニメ本編での普段の川澄の演技は紫音自身の思考内のものである）。事件当時、遺体となった父親の額の上に将棋の王将の駒が置かれていたこと、対峙した際、将棋の駒を並べた手つきから犯人が将棋指しであると考えており、同時に王将の駒がトラウマとなっている。母親の形見とされる「勾玉のペンダント」を常に身に着けており、何かあるといつもそれを握り締める癖がある。
養父である安岡信次の影響で、女流棋士の道を歩む。第一話の時点で11歳で、日本将棋協会の女流育成会を経て12歳で最年少の女流棋士となって、作中にて14歳まで成長している。女流棋士となった事で再び事件の影がちらつくようになる。斉藤歩との出会いは、最初は倒したいライバルとして、後にその正体を知ってからは、互いに切磋琢磨しつつも、お互いの境遇を気にかけ、次第に意識しあう関係へとなっていく。
好物はココアやメロンパン。苦手なものはブロッコリー。趣味はお菓子作り。将棋の駒の形をしたクッキーを焼いて、皆にふるまうこともしばしば。当初、幸子に習っていたピアノの才能の方はさほどでもなかったらしい。筆談に用いる字はお世辞にもうまいとはいえないが、相手のさりげない変化をも見逃しておらず、棋士としての鋭い観察眼を伺わせる。また必要に応じてイラストを添えることもあり、一見して理解されやすい。口こそきけないものの、不幸を感じさせない明るく素直な性格で、周囲の誰からも愛される存在。級友たちとの仲も良好そのもの。塾に通っていないにも関わらず、学業成績は優秀。担任から進学しないことを惜しまれている。普段は年齢以上に落ち着いた態度を見せるが、両親や久谷、歩や沙織などごくごく親しい間柄の人々とのやりとりでは表情豊かに振る舞い、時にコミカルな顔を見せることも。その一方で、女流であることを侮られたり、自らの運命に執拗に付き纏おうとする犯人や、悟からの嫌がらせにも毅然と立ち向かう強かさを見せ、それは将棋にも出る。
安岡 信次（やすおか しんじ）
声 - 松本保典
プロ八段。紫音の育ての親。事件当時、石渡家の隣に住んでいた。妻・幸子にピアノを習うため家に通っていた紫音が興味を示したため、偶々将棋を教えた所、非常に筋がよかったため本気で教え込むようになる。紫音を養女として引き取って以降は、事件のことには触れずに棋士として娘として深い愛情を注いで育てあげる。何かと悲劇が付き纏う紫音を心配するあまり、妻である幸子ともども過保護気味だが、棋士として一人前に扱い、その意思を尊重している。
8年前、養女として紫音を引き取ろうとした際、当時、棋士として伸び悩んでいたことに加え、周りからの猛反対や今後の養育費や生活費の工面等で悩んでいたが、神園修の一言と援助してもらった事で救われた。そのことに対する恩返しとして、決定的に経験が足りない歩を研究会へと誘い、一連の事件の終結後は門下生とするが、紫音との仲についてはまだまだ納得がいっていない様子。家族や久谷の前では子供のように無邪気な言動も多いが、46歳を過ぎて名人戦に挑戦した遅咲きの棋士として名高く、トーナメントでは実力者である歩を終始圧倒するなど、神園九段も認める作中屈指の実力者である。
安岡 幸子（やすおか さちこ）
声 - 國府田マリ子
信次の妻で、紫音の育ての親。棋士である夫と娘を陰日向から支えている。ピアノ教師で、幼い頃の紫音にピアノを教えていた。信次との間に子供ができなかったため、事件が起こる以前から、生徒である紫音をわが子のように可愛がり、多忙な石渡夫婦に代わって、公私にわたって面倒を見ていた。事件後、紫音を養女として引き取ってからも変わらず愛情を注ぎ続け、真っ直ぐな人間へと育てあげる。紫音を大事に想うあまり、警察からの度重なる事情聴取に眉を顰めたり、体調不良を起こしてなお打ち込もうとする将棋そのものに疑問を投げかけたことも。

### 棋士
斉藤 歩（さいとう あゆみ）
声 - 朴璐美
女流棋士で初段。神園九段の最初で最後の弟子。16歳。女流棋士として活動しているが、れっきとした男性。女装している時は眼鏡をかけ、可愛らしい服装をしているが、正体を悟られないよう、いつも以上に素っ気ない態度を取る。元々整った顔立ちであるため、男だと怪しまれることはなく、男性からも女性からも熱い視線を向けられ当惑することも。棋士としての実力は本物であるが、母の入院費を稼ぐため、高校を中退し、賞金は少ないが勝ちやすい「女流棋士」の道を選択した。それ以前から賭け将棋で稼いでいたことが歩の口から語られている。女流プロとなった後も蕎麦屋他、複数のバイトを掛け持ちするなど、やっとの思いで金を工面している。そんな状況にもかかわらず、父親は酒に溺れてろくに働かず、歩の稼いだ金を持ち出しては、暴力を振るうため、より苦境に立たされることに。将棋はこの父親から教わったようでそれを理由に金を持ち出されている。本来の姿の時に偶々紫音をストーカーから守った事で、男性として彼女と知り合う。紫音の純真さと将棋へのひたむきな思いに触れて、互いに心通わせるように。事件の記憶に苦しみ、度重なる嫌がらせを受ける紫音を守ろうとする。沙織いわく、荒削りだが実践的でなじみのない棋風。母親が亡くなり、金を稼ぐ必要がなくなった事をきっかけに女流棋士を辞め、男として改めて棋士を目指すことを決意。その際、性別詐称事件の影響を気遣う元の師匠・神園九段の計らいで新たな師匠・羽仁名人に預けられる。
二階堂 沙織（にかいどう さおり）
声 - 水野理紗
女流棋士で二段。羽仁名人の妹弟子であり、「羽仁兄ぃ」と呼んで慕っている。長いストレートの黒髪に長身、メリハリのあるボディと、モデルのように端麗な容姿で、紫音、歩らと人気を三分する女流3人娘のひとり。財閥の令嬢であり、ベンツらしき外車で出迎えがつく。学生時代には対局時でもセーラー服を着ていた。卒業後は大学へは進学せず、プロ女流となる。父親のコネクションで、対戦相手や関係者のことを詳しく調べ、相手の型を徹底的に研究する。自他ともに恵まれすぎた境遇にあるせいか、勝利に対して貪欲になれず、相手のプライドを傷つけないよう、終局まできちんとした形をつくらせてから勝つという「優しい棋風」を持ち味としていたが、羽生だけでなく、斎藤からも同様の指摘を受けたことで、誉め言葉ではなかったことを悟り、以降は指し方を変えることに。密かに想いを寄せる羽仁に何かと気をかけられる存在である紫音や歩に対し、無意識のうちに嫉妬してしまう一面も。その一方で、紫音を通して知り合った久谷とは行動を共にすることが多くなり、実力はあるが、イマイチ弱気な久谷に発破をかけるなど、次第に彼のことを意識し始めている。
歩とは生まれ育った境遇や棋風の違いなどから、反りが合わずにいたが、羽仁悟の企みとも知らず、羽仁真の代理として斉藤歩の母ふみ子に見舞いに行ったことで、彼の秘密を知ってしまい、歩の覚悟と信念に触れて、和解へと至った。
羽仁 真（はに まこと）
声 - 郷田ほづみ
プロ棋士。現在の名人で二階堂沙織の兄弟子。現時点において紫音の義父である安岡八段や先代の名人であった神園九段をも破った最強の棋士と目されている。女流棋士昇段試験に臨もうとする紫音と知り合い、沙織、歩を含めた3人娘、その中でも特に紫音を気にかける素振りを見せる。物語終盤、引退した神園から斉藤歩を託されることとなる。斉藤歩が男性だったことは最初から知っていたが、かつて神園修に弟子入りを断られた過去もあって、歩に興味を持ち、棋士になって初めての弟子とした。棋士として強くなる為には、なにもかもを全て捨てて独りにならなければならないという独自の理念を持つ。自身も弟を庇った父は事故死、次いで母を過労で失うと、それまでずっと面倒を見てきた弟をも捨てて一人上京し、遂には名人として登り詰める。作中屈指の実力者である歩、沙織を二面差しで完敗させるなど、飛び抜けた棋力の持ち主であり、棋士としては頂点を極めながらも、それだけで満足することなく、紫音を含めた周囲のあらゆる人々を巻き込みながら、さらにその先へと突き進もうとしている。
羽仁 悟（はに さとる）
声 - 松風雅也
羽仁真の実弟で青年実業家。アマチュアだが、幼い頃から真と対等に渡り合ってきたため、プロに匹敵する棋力を持ち、後に紫音の前に立ちはだかる。兄である名人の誘いに乗った形で、大金を投じ、参加資格を問わないプロアマオープントーナメントを企画するが、それは実績がほとんどない自分と名人である兄とが公式戦で戦うという独自の思惑があってのこと。かつて自分を捨てた真との間に確執があり、お互いの腹を探り合うなど、兄弟仲は良好であるとは言い難い。しかし互いの存在が対局に影響するほどであり、単なる憎悪とも言い切れない。過去に起きた出来事全てに囚われており、かつて失った恋人・瀬戸一美と石渡夫妻の死に何か関連性があるのではと考えていた。兄との決着とは別に唯一の生存者である紫音を追い込むべく、あらゆる手を使い、影で暗躍する。自分たち兄弟と境遇が似ていながら、周囲の誰からも愛され、大事に育てられたことへの屈折、自分を捨てた兄から気に掛けられていることに対する嫉妬を含む、紫音への偏執的な言動で一時は彼こそ石渡夫妻殺害の犯人ではないかと警察に疑いをかけられる。しかし実際は事件の真相を追い求める者の一人であり、紫音を極限まで追い詰めたのも、事件当夜の記憶を取り戻そうとしてのことだった。対局後は紫音の強さを認めたことで、一転して態度を改め、事件の裏付けを取りながら、名人の弟子として紫音とは距離を置くことになった歩に対し、最後まで紫音を守るよう諭すなどして、影から見守ろうとする。
久谷 啓司（ひさたに けいじ） / 久谷 徹（ひさたに とおる）<アニメ>
声 - 松川貴弘
奨励会員で三段。安岡に師事しており、紫音の兄弟子にあたる存在で、何かと彼女の面倒を見ている。プロアマオープントーナメント時で23歳。奨励会の4段昇格の年齢制限が近づいており焦っていたが、トーナメントを期に「自分の将棋」を模索するようになる。「棋士の手は綺麗でなくては駄目」という沙織によると「まあ合格」らしく、次第に「安岡門下の若獅子」の異名を持つまでに至った（「紫音の特集記事に小さく書かれていた」と悟談）。実力はあるが、気弱な性格が抜けず、それが指し方にも影響しており、度々、師である安岡や沙織から叱責を受ける。また、厳しいながらも常に励ましてくれる存在である沙織に惹かれている。原作版エピローグでは見事四段に昇格し、ブロとなったことで紫音の世話役を歩に譲った。アニメ版エピローグでは歩に敗れ、四段昇格は一時お預けとなった。
氏名に関しては、紫音が女流棋士になって間もなく将棋クラブに掲示してある指導対局の掲示物にて「久谷徹」となっているが、アマプロ完全実力制オープントーナメント時点で「久谷啓司」と表記されており、それ以降、後者が正式な氏名とされた（原作とアニメで名前が異なるのはそのため）。
神園 修（かみぞの おさむ）
声 - 中尾隆聖
プロ九段で、かつては「鬼人」と称された凄腕の指し手。その言葉や生き様、棋風は上京してきたばかりの羽仁に弟子入りを切望させたほどだった。男であることを承知の上で、「女流」斉藤歩を弟子とする。近年は最愛の妻を失ったことで不摂生な生活を送り、体調を崩していた。沙織との対局を最後に引退を決意、療養生活に入る。引退後、あえて歩を破門し、羽仁名人に預ける事でその未来を拓こうとするなど、厳しい言動や恐ろしげな風貌に見合わず、深い思いやりを持って接していることがわかる。8年前、安岡信次が養女として紫音を引き取った際に周りからの猛反対や今後の養育費や生活費など金で悩んでいた信次を見かね、援助し窮地を救ったことでもそれは表れている。紫音と羽仁との対局を目の当たりにしたことで、復帰する意志を固めた。原作版エピローグでは再び歩と指しつつ、紫音との仲を茶化すなどお茶目な一面を見せている。また身の回りの世話を焼いてくれるようになった紫音と、祖父と孫のような関係を築いていることが描かれている。
山村 香太郎（やまむら きょうたろう）
声 - 石川英郎
アニメオリジナルキャラクター。安岡門下のプロ棋士で、故人。久谷、紫音の兄弟子にあたる。神園修とも親しい間柄で、当時、若手であった羽仁にも終生のライバルとして認められていた。幼き日の紫音に将棋を教え、棋士としての才能を最初に見抜いた人物でもある。紫音からは香太郎兄ちゃんと呼ばれ、慕われていたが、既に命に関わる重い病を発症していた。8年前、瀕死に陥りながらも羽仁との名人戦への挑戦権を賭けた対局に臨み、自らの勝利を確信していたが、羽仁の一手を待つことなく倒れ、帰らぬ人となる。いまわの際に、紫音に自分の分まで将棋を指してほしいこと、名人を目指してほしいと自らの夢を託した。
師である安岡だけでなく、犯人にも紫音の才能を明かしたこと、対局の最中亡くなってしまったことが、奇しくも石渡夫妻殺人事件の引き金となってしまった（アニメ版）。
菅沢 進（すがさわ すすむ）
声 - 園部啓一
プロ七段。棋戦トーナメント予選での久谷徹の三回戦相手。考え事で悩んでいる久谷に将棋を通して適切なアドバイスをした。冷静で落ち着いた性格。最後は久谷に敗退する。
本間 素生（ほんま すお）
声 - 金田アキ
棋戦トーナメント予選でのプロ九段の村田を負かした小学校5年生の天才アマチュア棋士。紫音の二回戦相手。ネット将棋を専門にしているため人との対局が初めてで、棋士としての一般的なマナーに欠け、将棋の駒などの扱いもガサツかつ手荒い。そのため村田プロを怒らせたり、古田からも指摘されるなど性格的に問題はあるが、紫音に対しては好意を持っている。ネット将棋で、noname(殺人犯)と知り合いになり彼から素生の勝てない相手として紫音を紹介された事で、彼女に興味を持つ。トーナメント予選二回戦でnoname(殺人犯)から教わった「おまじない」で紫音を動揺させ追い詰めるが、最後は紫音の表情に惑わされ、敗北。その後、紫音や横山刑事にネット将棋で知り合ったnoname(殺人犯)の事を打ち明けたが、紫音の過去の事件については何も知らなかったらしく「おまじない」の事は悪気はなかった。
原作ではその後、名人と久谷との対局を見学しに協会を訪れ、唐突に羽仁に弟子入りを志願したことで、彼の逆鱗に触れ、対局室を追われることに。しかし、その時の様子が弟・悟を彷彿とさせたため、羽仁の調子を崩させてしまう。
大田 武（おおた たけし）
アマチュア棋士。棋戦トーナメント予選での紫音の一回戦相手。自己中心的な性格。見てくれだけの素人同然と見縊っていた事で紫音の怒りに触れ、あっけなく敗退する。
京戸（きょうど）
声 - 丸山詠二
プロ九段の老人。棋戦敗者復活戦での二階堂沙織の対局相手。相手の指し方を見て、相手の心中を察する事ができる。羽仁真と沙織との関係を見抜き彼女にアドバイスを兼ねた優しい言葉をかけた。最後は京戸九段に敗れ沙織は予選敗退となった。
渡辺（わたなべ）
声 - 伝坂勉
プロ九段。棋戦敗者復活戦での斉藤歩の対戦相手。早指しが苦手だったことも起因して、歩に敗退する。

### 紫音の主要関係者
古田（ふるた）
声 - 島香裕
日本将棋協会・事務局の局長。温厚で紫音や歩を暖かく見守っており、節操のない小林の言動を白眼視したり、紫音を狙う心無いマスコミをシャットアウトしたりする。
職員
声 - 須加みき
名は不明（原作では水野）。日本将棋協会・事務局の女性職員。古田の直属部下で、秘書的な立場となっている。原作では紫音に興味を示す羽仁に「犯罪です」と釘を刺す一幕がある。
小林（こばやし）
声 - 神谷浩史
女流新旧王冠戦を主催するデジタルフォン社の社員。将棋については素人であり、スポンサーとしての宣伝効果の面から新鋭女流3人娘として、紫音・歩・沙織を大きく取り扱う。基本的には腰が低く優しい性格ではあるが、空気の読めない発言で周囲を白けさせることも多い。また一家惨殺の生き残り、悲劇のヒロインとして紫音をマスコミに大きく取り上げさせたり、沙織と羽仁のスキャンダルをでっちあげたりと、プロアマオープントーナメント戦の開催に際して、協賛として羽仁悟と行動を共にする中、彼の思惑に乗って、抽選結果を操作し、安岡と紫音の親子対決を作為的に実現させるなど、宣伝効果になる話題のためならば、どんな手段も辞さない冷酷な一面を持っている。
亀井（かめい）
声 - 松山タカシ
亀井旅館の宿主。元棋士。安岡信次とは幼い頃から奨励会の同期だったが、棋士になれなかった事で、旅館を継いだ。
斉藤 ふみ子（さいとう ふみこ）
声 - 嶋村侑
歩の母親で、紫音とも親しい。難病の病気で、手術の後の経過も良くなく病院に長期入院している。医師の見立てでは余命数ヶ月の命。物語中盤亡くなったことで、歩の棋士としての転機を作る。
岡（おか）/坂井（さかい）/千秋（ちあき）
声 - 須加みき/早坂愛/嶋村侑
東柏崎女子中学校の1年生。紫音のクラスメイトにして、親友。
横山（よこやま）
声 - 石住昭彦
8年前の紫音の両親の事件を追う刑事。棋士が犯人ではないかと目星をつけ、協会にプロ棋士全員の指紋採取を要請したが、協会と関係の深い有力者達の権力に屈して果せなかった苦い過去を持つ。その事が結果として事件解決を長引かせたため、進退を賭けてでも強行すべきだったと今でも後悔している。定年退職が迫る中、この事件の解決を最後の仕事として全力を尽くして奔走している。
立川（たちかわ）
声 - 寺田明正
横山の相棒で、共に事件を追っている刑事。若輩者のため、まだ刑事としての実力はおぼつかない面があるが、石渡夫妻殺人事件について、犯人の目的が「夫妻を殺すこと」ではなく「紫音のみを生き残らせる」ことではないかと推測するなど鋭い一面も。捜査で紫音の元に訪れた際、偶然見かけた歩に一目惚れし、ファンとなるが、後にその正体を知って落胆する。
瀬戸 一美（せと かずみ）
声 - 河原木志穂
故人。施設で知り合った羽生悟と恋仲となり、結婚を約束していた。体が弱く、生まれつき心臓の持病を患っていたが、当時の彼等には手術に踏み切れるような経済状態になかった。8年前、石渡夫妻の経営する会計事務所にアルバイトとして勤めており、他に身寄りがないことで、石渡夫妻に可愛がられ、将来は紫音のような娘が欲しいと悟に語っていた。紫音の生母の日記にあった「一美」とは彼女のことである。
石渡夫妻殺害事件の翌日、心臓発作で誰にも看取られる事無くこの世を去る。この時、仕事で出張していた悟は、側に居てやれなかった事を今も後悔し続けている。警察は病死と断定したが、悟だけはある証拠を元に石渡夫妻殺害事件との関連を疑い続けていた。婚約の証として、指輪の代わりに悟から贈られた母親の形見の「勾玉のペンダント」を身に着けていた。8年前の事件解決の鍵を握る人物である。
紫音の父
声 -
紫音の父で故人。8年前の殺人事件の被害者。石渡会計事務所を経営。事務所の人間から慕われていたため、現在でも同じ名称が使われている。4歳かそこらの紫音が、当時から非凡な才能を発揮していたにも関わらず、将棋を指すことをよく思っていなかったらしい。何者かによって刺殺され、額の上に王将の駒を置かれた姿で発見される。
紫音の母
声 - 須加みき
紫音の母で故人。8年前の殺人事件の被害者。隣人の安岡家とは親交が深く、幸子の元へピアノを習わせに紫音を通わせていた。日記に「一美」という名を残す。夫同様、何者かによって刺殺された。遺体発見時、「勾玉のペンダント」を握った形で倒れていた。

### その他
佐々角 吾郎（ささかど ごろう）
声 - ふくまつ進紗
スポーツ新聞の記者。通称曰く付きの記者で、主に金で動く事が多い。小林の依頼で、紫音に関る8年前の事件を記事にした張本人で、更にマスコミやメディアを煽った。羽仁悟の手足となって警察の捜査状況を不正アクセスで情報を得る一方、羽仁真にも逐次情報を流していたが、警察に睨まれた事で手を引いた。
エリ
声 - なし
周囲を欺き、女流として活躍する歩の唯一の協力者。歩に好意を寄せており、彼を勝たせようとするあまり、ライバルである紫音を蹴落とそうと自宅に脅迫状を送りつけるなど、手段を選ばないところがある。歩の正体を知った紫音を危惧するが、手出し無用と歩に釘を刺されてからは、反感を抱きつつも、出すぎた行動を控えるように。その後も多忙な歩に代わってバイトの穴埋めに入ったり、自宅に出入りするなど懸命に尽くしていたが、歩の意識が将棋へと向けられるにつれて、以降は全く登場しなくなる。アニメ未登場。
望月 一美（もちづきかずよし）
声 - なし
安岡幸子の実弟。瀬戸 一美と同じ表記であるため、紫音の生母の日記に出てくる「一美」ではないかと疑われる。現在は安岡家と没交渉。原作では回想シーンのみ、アニメでは名前のみの登場。
帽子の男
声 - ふくまつ進紗
姓名不明。11歳となった紫音を付け狙うストーカー。背後から紫音を襲い、拉致しようとしたところへたまたま居合わせた歩によって撃退される。原作では以降の登場はなく、正体は明らかにされなかったため、犯人と同一人物という可能性も残る。
アニメ版では、紫音宛の脅迫状（原作ではエリが出したもの）に付着していた指紋を照合した結果、3年前、板橋のストーカー暴行犯で逮捕された前歴があったため足がつき、逮捕される。8年前の石渡夫妻殺害も彼の犯行かと思われたが、後の捜査により無関係であったことが判明する。帽子を被った長身の男ということで、真犯人と若干風貌が似ている。
殺人犯
声 - ？？？
8年前、石渡家に押し入り、紫音の両親を惨殺した真犯人。犯行現場に「王将」の駒を残していったこと以外、一切の証拠を残さなかった。現場に残された駒の並べ方などから将棋を指す人物ではないかと推測される。怨恨の線も含め、それらしい人物は一切浮上せず、捜査は難航する。事件当夜、唯一の生存者となった紫音を殺すことなく、あることを強要し、その夜目撃したことの全ての記憶と声とを奪った。紫音の記憶が戻る以外、何の手がかりもなく、そのまま迷宮入りするかと思われていたが、紫音が女流棋士になったことを期に、再びその姿を現し始める。コンビニの防犯カメラに映った映像から見て、身長180cm程度、30歳前後の男性であることが示唆されている。紫苑宛てに脅迫文を送りつけたり、久谷の携帯を使って脅迫電話をかけ、ハンドルネーム「noname(ノーネーム)」を用いネット将棋を通して知り合った本間素生を利用するなど、あらゆる手を使って執拗に紫音を苦しめようとする。だが、単なる保身のためとは思えない行動には謎も多い。物語が進むにつれ、（棋士のように）綺麗な手をしていたこと、帽子を被っていたことなどを、紫音は断片的に思い出し始める。根本的には変わらないものの、夫妻殺害に至るまでの動機が原作とアニメ版とで微妙に異なる。

## テレビアニメ
- 2007年10月13日から2008年3月22日までフジテレビ系列にて放送された。全22話。アニメでは原作に先駆けて物語の（アニメ版的な）結末が描かれる形となった。
- アニメ化の過程で原作との間で演出変更点が見られる。
- 近年のフジテレビ深夜アニメ作品同様、次回予告は独立したパートでの放送では無く、エンディング中に次回の本編映像がインサートされる形。なお、DVDには次回予告が独立して収録されている。
- イメージキャラクターをモデルの阿部純子が務めた。

### スタッフ
- 原作 - かとりまさる
- 監督 - 川瀬敏文
- シリーズ構成・脚本 - 山田隆司
- キャラクターデザイン・総作画監督 - 沼田誠也
- プロップデザイン - 岩畑剛一、堀井久美
- 美術監督 - 椋本豊
- 色彩設計 - もちだたけし
- 撮影監督 - 近藤慎与
- 編集 - 松村正宏
- 音楽 - 山下康介
- 音響監督 - 郷田ほづみ
- プロデューサー - 高畑裕一郎、山本幸治、池田慎一
- アニメーションプロデューサー - 松田桂一
- アニメーション制作 - スタジオディーン
- 制作 - 「しおんの王」製作委員会（ポニーキャニオン、フジテレビジョン、読売広告社）

### 主題歌
オープニングテーマ「LADY LOVE」
作詞 - JESSE / 作曲 - RIZE&Kan Harada / 歌 - RIZE
- 2008年放送分はオープニングに"Shion no Oh"という英語表記のタイトルも表示されるようになった。

エンディングテーマ「My dear friend」
作曲 - Kenn Kato / 作曲 - Hitoshi Harukawa / 歌 - 青山テルマ
- 第1話ではスタッフとキャストのテロップが小さく表示されていたが、第2話から若干大きく表示されるようになった。

### 各話リスト
| 話数 | サブタイトル | 絵コンテ          | 演出     | 作画監督            | 初放送日        |
| ---- | ------------ | ----------------- | -------- | ------------------- | --------------- |
| 1    | しおんの道   | 川瀬敏文          | 吉田俊司 | 沼田誠也            | 2007年 10月13日 |
| 2    | 秘密         | 篠原俊哉          | 安藤正臣 | 氏家章雄            | 10月20日        |
| 3    | 駒音         | うえだしげる      | 内田祐司 | 松本利弘            | 10月27日        |
| 4    | 鬼手         | 川瀬敏文 臼田美夫 | 吉本毅   | 石丸賢一            | 11月3日         |
| 5    | 勇気の一手   | 杉島邦久          | 山口祐司 | 小澤円              | 11月10日        |
| 6    | 挑発         | 木村隆一          | 木村隆一 | 清水勝祐 神原大仁   | 11月17日        |
| 7    | 遊び駒       | 藤原良二          | 小林浩輔 | 中島美子 能地清     | 11月24日        |
| 8    | 夢への扉     | 杉島邦久          | 安藤正臣 | 氏家章雄            | 12月1日         |
| 9    | 師弟         | 藤原良二          | 吉田俊司 | 石丸賢一            | 12月8日         |
| 10   | おまじない   | 臼田美夫          | 西村大樹 | 青木真理子          | 12月16日        |
| 11   | 疑惑         | 木村隆一          | 木村隆一 | 寺澤伸介            | 12月23日        |
| 12   | 狐の読み     | 笹木信作          | 安藤正臣 | 望月謙              | 2008年 1月12日  |
| 13   | 表裏一体     | 山本英世          | 吉本毅   | 糟谷健一郎 星野真澄 | 1月19日         |
| 14   | 挑戦の譜     | 青木新一郎        | 中山敦史 | 渡邊由香里          | 1月26日         |
| 15   | 時の答え     | 川瀬敏文          | 吉田俊司 | 河南正昭            | 2月2日          |
| 16   | 天眼         | 藤原良二          | 孫承希   | 近岡直              | 2月9日          |
| 17   | 読心         | 木村隆一          | 木村隆一 | いまざきいつき      | 2月16日         |
| 18   | 止まった時間 | 臼田美夫          | 安藤正臣 | 氏家章雄            | 2月23日         |
| 19   | 甦る一手     | 川瀬敏文          | 中山敦史 | 渡邉由香里          | 3月1日          |
| 20   | 鬼殺し       | 川瀬敏文          | 吉本毅   | 寺澤伸介 沼田誠也   | 3月8日          |
| 21   | 真犯人       | 藤原良二          | 楳図薫   | 新井淳              | 3月15日         |
| 22   | 明日へ       | 川瀬敏文          | 吉田俊司 | 沼田誠也            | 3月22日         |

### 放送局
| 放送地域   | 放送局     | 放送期間                       | 放送日時           | 系列           | 備考   |
| ---------- | ---------- | ------------------------------ | ------------------ | -------------- | ------ |
| 関東広域圏 | フジテレビ | 2007年10月13日 - 2008年3月22日 | 土曜 26:15 - 26:45 | フジテレビ系列 | 製作局 |
| 近畿広域圏 | 関西テレビ | 2007年10月23日 - 2008年4月1日  | 火曜 26:15 - 26:45 | フジテレビ系列 |        |
| 中京広域圏 | 東海テレビ | 2007年10月26日 - 2008年4月4日  | 金曜 27:35 - 28:05 | フジテレビ系列 |        |
| 日本全域   | BSフジ     | 2007年11月19日 - 2008年4月21日 | 月曜 24:30 - 24:55 | BSデジタル放送 |        |

## ゲームソフト
2008年4月10日に毎日コミュニケーションズ（後のマイナビ、ゲーム事業はマイナビ出版に分社）より発売。対応機種はニンテンドーDS。

### 内容
- メインモード プレイヤーが主人公、しおんとなってオリジナルストーリーによる物語を進める。
- 対局モード プレイヤーが8人の登場人物を選択し、将棋対局を行う。
- 入門講座 『ルール編』、『実践編』を選択でき、将棋のルールなどを学ぶモード。

### スタッフ（ゲーム）
- メインプログラム：三宅望
- 思考プログラム：棚瀬寧、岸本章宏（共に『東大将棋』開発チーム）

### 声の出演
- 安岡紫音：川澄綾子
- 斉藤歩：朴璐美
- 二階堂沙織：水野理紗
- 羽仁真：郷田ほづみ
- 羽仁悟：松風雅也
- 安岡信次：松本保典
- 久谷透：松川貴弘
- 神園修：中尾隆聖
- 棋譜読み上げ：安食総子